# Plebanówka (obwód tarnopolski)
Plebanówka (ukr. Плебанівка, Płebaniwka) – wieś na Ukrainie, w  obwodzie tarnopolskim,  w rejonie tarnopolskim.
W II Rzeczypospolitej wieś w gminie Janów w powiecie trembowelskim województwa tarnopolskiego.
W 1929 roku, w obecności ministra komunikacji Alfonsa Kühna i wojewody tarnopolskiego Kazimierza Moszyńskiego, oddano tutaj do użytku nowy wiadukt kolejowy na linii Tarnopol-Biała Czortkowska.
W latach 1944-1945 nacjonaliści ukraińscy z OUN-UPA zamordowali tutaj 15 Polaków na linii PKP Tarnopol-Biała Czortkowska.
Do 2020 w rejonie trembowelskim.